# Dōan Ritsu
Dōan Ritsu (堂安 律 (Đường-An Luật) sinh ngày 16 tháng 6 năm 1998) là một cầu thủ bóng đá chuyên nghiệp người Nhật Bản hiện đang thi đấu ở vị trí tiền vệ cánh hoặc tiền vệ tấn công cho câu lạc bộ Bundesliga SC Freiburg và đội tuyển bóng đá quốc gia Nhật Bản.

## Sự nghiệp câu lạc bộ
Dōan Ritsu được đôn lên đội hình một của Gamba Osaka từ đội hình trẻ của câu lạc bộ vào năm 2015. Trận đấu đầu tiên của anh cho đội là tại AFC Champions League 2015 khi Gamba Osaka tiếp đón FC Seoul, một đại diện tới từ Hàn Quốc. Tuy nhiên, anh vẫn không được chơi nhiều tại các trận đấu quan trọng, mà chủ yếu được sử dụng trong các trận đấu của U23 Gamba Osaka thi đấu ở giải J3 League trong năm 2016. Tháng 6 năm 2017, anh có cơ hội ra sân tại giải đấu lớn hơn khi FC Groningen tại giải vô địch quốc gia Hà Lan mượn anh. Hợp đồng cũng cho phép câu lạc bộ của Hà Lan mua đứt anh với một bản hợp đồng 3 năm. Đến 1 tháng 7 năm 2018, anh chính thức trở thành cầu thủ của FC Groningen.
Vào ngày 15 tháng 4 năm 2018, trong trận đấu với Roda, anh đã có bàn thắng thứ tám cho câu lạc bộ, bằng tổng số bàn thắng mà Arjen Robben ghi được khi còn thi đấu cho Groningen.

## Thống kê sự nghiệp

### Câu lạc bộ
Tính đến 18 tháng 5 năm 2024.
| Câu lạc bộ               | Mùa giải            | Giải đấu            | Giải đấu | Giải đấu | Cúp quốc gia | Cúp quốc gia | Cúp liên đoàn | Cúp liên đoàn | Châu lục | Châu lục | Khác1 | Khác1 | Tổng cộng | Tổng cộng |
| Câu lạc bộ               | Mùa giải            | Hạng                | Trận     | Bàn      | Trận         | Bàn          | Trận          | Bàn           | Trận     | Bàn      | Trận  | Bàn   | Trận      | Bàn       |
| ------------------------ | ------------------- | ------------------- | -------- | -------- | ------------ | ------------ | ------------- | ------------- | -------- | -------- | ----- | ----- | --------- | --------- |
| Gamba Osaka              | 2015                | J1 League           | 2        | 0        | 0            | 0            | 1             | 0             | 0        | 0        | 1     | 0     | 4         | 0         |
| Gamba Osaka              | 2016                | J1 League           | 3        | 0        | 1            | 0            | 0             | 0             | 1        | 0        | 0     | 0     | 5         | 0         |
| Gamba Osaka              | 2017                | J1 League           | 10       | 3        | 0            | 0            | 0             | 0             | 6        | 1        | —     | —     | 16        | 4         |
| Gamba Osaka              | Tổng cộng           | Tổng cộng           | 15       | 3        | 1            | 0            | 1             | 0             | 7        | 1        | 1     | 0     | 25        | 4         |
| Groningen (mượn)         | 2017–18             | Eredivisie          | 29       | 9        | 2            | 1            | —             | —             | —        | —        | —     | —     | 31        | 10        |
| Groningen                | 2018–19             | Eredivisie          | 30       | 5        | 1            | 0            | —             | —             | —        | —        | 2     | 0     | 33        | 5         |
| Groningen                | 2019–20             | Eredivisie          | 2        | 1        | 0            | 0            | —             | —             | —        | —        | —     | —     | 2         | 1         |
| Groningen                | Tổng cộng           | Tổng cộng           | 32       | 6        | 1            | 0            | 0             | 0             | 0        | 0        | 2     | 0     | 35        | 6         |
| PSV                      | 2019–20             | Eredivisie          | 19       | 2        | 2            | 0            | —             | —             | 4        | 0        | 0     | 0     | 25        | 2         |
| Arminia Bielefeld (mượn) | 2020–21             | Bundesliga          | 34       | 5        | 1            | 0            | —             | —             | 0        | 0        | 0     | 0     | 35        | 5         |
| SC Freiburg              | 2022–23             | Bundesliga          | 33       | 5        | 5            | 1            | —             | —             | 7        | 1        | —     | —     | 45        | 7         |
| SC Freiburg              | 2023–24             | Bundesliga          | 30       | 7        | 2            | 0            | —             | —             | 10       | 2        | —     | —     | 42        | 9         |
| SC Freiburg              | Tổng cộng           | Tổng cộng           | 63       | 12       | 7            | 1            | 0             | 0             | 17       | 3        | 0     | 0     | 86        | 16        |
| Tổng cộng sự nghiệp      | Tổng cộng sự nghiệp | Tổng cộng sự nghiệp | 216      | 45       | 19           | 4            | 1             | 0             | 38       | 5        | 3     | 0     | 278       | 54        |

 1 Bao gồm Siêu cúp bóng đá Nhật Bản và Giải vô địch bóng đá Suruga Bank.

### Quốc tế
Tính đến 11 tháng 6 năm 2024.
| Nhật Bản  | Nhật Bản | Nhật Bản | Nhật Bản |
| Năm       | Trận     | Bàn      |          |
| --------- | -------- | -------- | -------- |
| 2018      | 5        | 1        |          |
| 2019      | 13       | 2        |          |
| 2020      | 3        | 0        |          |
| 2022      | 12       | 2        |          |
| 2023      | 18       | 2        |          |
| 2024      | 9        | 3        |          |
| Tổng cộng | 50       | 10       |          |

### Bàn thắng quốc tế
Bàn thắng và kết quả của Nhật Bản được để trước.
| #   | Ngày                 | Địa điểm                                              | Đối thủ      | Bàn thắng | Kết quả | Giải đấu                      |
| --- | -------------------- | ----------------------------------------------------- | ------------ | --------- | ------- | ----------------------------- |
| 1.  | 16 tháng 10 năm 2018 | Sân vận động Saitama 2002, Saitama, Nhật Bản          | Uruguay      | 3–2       | 4–3     | Giao hữu                      |
| 2.  | 9 tháng 1 năm 2019   | Sân vận động Al Nahyan, Abu Dhabi, UAE                | Turkmenistan | 3–1       | 3–2     | AFC Asian Cup 2019            |
| 3.  | 24 tháng 1 năm 2019  | Sân vận động Al Maktoum, Dubai, UAE                   | Việt Nam     | 1–0       | 1–0     | AFC Asian Cup 2019            |
| 4.  | 23 tháng 11 năm 2022 | Sân vận động Quốc tế Khalifa, Doha, Qatar             | Đức          | 1–1       | 2–1     | FIFA World Cup 2022           |
| 5.  | 2 tháng 12 năm 2022  | Sân vận động Quốc tế Khalifa, Doha, Qatar             | Tây Ban Nha  | 1–1       | 2–1     | FIFA World Cup 2022           |
| 6.  | 15 tháng 6 năm 2023  | Sân vận động Toyota, Aichi, Nhật Bản                  | El Salvador  | 4–0       | 6–0     | Cúp Kirin 2023                |
| 7.  | 16 tháng 11 năm 2023 | Sân vận động bóng đá Thành phố Suita, Suita, Nhật Bản | Myanmar      | 5–0       | 5–0     | Vòng loại FIFA World Cup 2026 |
| 8.  | 31 tháng 1 năm 2024  | Sân vận động Al Thumama, Doha, Qatar                  | Bahrain      | 1–0       | 3–1     | AFC Asian Cup 2023            |
| 9.  | 6 tháng 6 năm 2024   | Sân vận động Thuwunna, Yangon, Myanmar                | Myanmar      | 2–0       | 5–0     | Vòng loại FIFA World Cup 2026 |
| 10. | 11 tháng 6 năm 2024  | Edion Peace Wing Hiroshima, Hiroshima, Nhật Bản       | Syria        | 2–0       | 5–0     | Vòng loại FIFA World Cup 2026 |

## Danh hiệu

### Câu lạc bộ
Gamba Osaka
- Siêu cúp Nhật Bản: 2015

### Quốc tế
U19 Nhật Bản
- Giải vô địch bóng đá U-19 châu Á: 2016

Đội tuyển Nhật Bản
- Cúp bóng đá châu Á: Á quân 2019

### Cá nhân
- Cầu thủ trẻ xuất sắc nhất châu Á: 2016
- MVP Giải vô địch bóng đá U-19 châu Á: 2016

## Nhầm lẫn tại Việt Nam
Dōan Ritsu từng bị nhầm là có gốc gác Việt Nam do tên họ của anh - "Doan" gần giống với từ "Đoàn" hoặc "Doãn" trong tiếng Việt, tuy nhiên điều này không đúng. "Doan" là một họ hiếm ở Nhật Bản và Dōan Ritsu hoàn toàn không phải là người gốc Việt hay có liên quan đến Việt Nam.